# شخصية إدمانية
الشخصية الادمانية هي مجموعة السمات التي تجعل الشخص لديه استعداد للإدمان. الأشخاص الذين لديهم اعتمادية على المواد يمكن تصنيفهم على أنهم لديهم اعتمادية على المواد بدرجة تؤثر سلبا على حياتهم. الإدمان مجرد سلوك نمطي برتبط بفعل معين يولد اللذة كالانترنت والعمل والمخدرات والتدخين وإلى آخره ويكمن الحل في أن يزاحم حياته بالأمور الأخرى الأقل امتاعا له.